# TLR7
گیرندهٔ ناقوسی‌شکل ۷ (انگلیسی: Toll-like receptor 7) که به‌اختصار «TLR7» نامیده می‌شود، یک پروتئین است که در انسان توسط ژن «TLR7» کدگذاری می‌شود. ارتولوگ‌های این پروتئین در پستانداران و پرندگان نیز یافت می‌شود.
این پروتئین یکی از اعضای خانوادهٔ تی‌ال‌آر است و آران‌ای تک‌رشته‌ای را شناسایی می‌کند. در مجموع، اعضای خانوادهٔ تی‌ال‌آرها در شناسایی عوامل بیماری‌زا و فعال‌سازی دستگاه ایمنی ذاتی نقش مهمی ایفا می‌کنند. کار این پروتئین‌ها، شناسایی الگوی ملکولی وابسته به پاتوژن است که بر سطح عوامل میکروبی موجود است و سپس در تولید سیتوکین‌ها مشارکت می‌کنند که برای ایمنی ضروری هستند.
ژن «TLR7» بیشتر در ریه، جفت و طحال بیان می‌شود و از لحاظ مکانی، در مجاورت ژن «TLR8» بر روی کروموزوم ایکس قرار دارد.
پروتئین TLR7 در شناسایی آران‌ای تک‌رشته‌ای که یکی از ویژگی‌های رایج ژنوم ویروس‌هاست و به‌ویژه در شناسایی ویروس اچ‌آی‌وی و ویروس هپاتیت سی (HCV) نقش دارد. این پروتئین همچنین نقش مهمی در بروز برخی بیماری‌های خودایمنی نظیر لوپوس منتشر دارد.
داروی ایمی‌کیمود بر روی پروتئین TLR7 اثر می‌گذارد.
پژوهشی جدید در ژوئیه ۲۰۲۰ نشان داد که نقص در ژن TLR7 موجب بروز نوع شدید کووید ۱۹ در افراد جوان می‌شود.

## بیشتر بخوانید
- Lien E, Ingalls RR (2002). "Toll-like receptors". Crit. Care Med. 30 (1 Suppl): S1–11. doi:10.1097/00003246-200201001-00001. PMID 11782555.
- Kaisho T, Akira S (2002). "Toll-like receptors as adjuvant receptors". Biochim. Biophys. Acta. 1589 (1): 1–13. doi:10.1016/S0167-4889(01)00182-3. PMID 11909637.